# شهرستان قدم‌جای
شهرستان قدم‌جای (به قرقیزی:Кадамжай району، قادامجای رایونۇ)(به روسی: Кадамжайский район) یک شهرستان در قرقیزستان است که در استان بادکند واقع شده است.
مرکز این شهرستان شهر پولگان است اما بزرگ‌ترین شهر این شهرستان شهر قدم‌جای است.

## خصوصیات
شهرستان قدم‌جای ۱۴۳٬۹۰۰ نفر جمعیت دارد.